# .do
.do為多明尼加共和國國家及地區頂級域（ccTLD）的域名，於1991年8月25日啟用。

### 二級域名
- art.do:  艺术机构
- com.do:  商业组织
- edu.do:  学术机构
- gob.do / gov.do:  政府机构
- mil.do:  军事机构
- net.do:  互联网服务提供商
- org.do:  非政府机构
- sld.do:  卫生机构

## 外部連結
- IANA .do whois information（页面存档备份，存于）